# St Dunstans-in-the-East
St Dunstan-in-the-East era una iglesia parroquial de la Iglesia de Inglaterra en St Dunstan's Hill, a medio camino entre el Puente de Londres y la Torre de Londres, en la Ciudad de Londres. La iglesia fue en gran parte destruida en la Segunda Guerra Mundial y las ruinas son ahora un jardín público.
La nave gótica de la iglesia fue destruida durante los ataques aéreos alemanes en Londres, pero la torre construida según los planos de Christopher Wren sobrevivió al bombardeo. Desde 1971, las ruinas y el cementerio adyacente han sido convertidos en un parque. Las ruinas son un edificio protegido. Se encuentran en el área de conservación de Eastcheap.
La iglesia está dedicada a Dunstan de Canterbury, el antiguo arzobispo de Canterbury. El apéndice "in-the-East" se añade para distinguirla de St Dunstan-in-the-West, que está situada en el extremo occidental de la Ciudad de Londres.

## Historia de la construcción
St. Dunstan fue originalmente construida en la segunda mitad del siglo XIII en estilo gótico. La comunidad asociada era una de las más ricas de Londres, por lo que St. Dunstan, junto con St. Magnus the Martyr, podía pagar los salarios más altos a sus sacerdotes. La iglesia se construyó originalmente alrededor de 1100. Se añadió una nueva nave sur en 1391 y la iglesia fue reparada en 1631 a un costo de más de £ 2400. El edificio resultante era una de las iglesias más grandes de la Ciudad de Londres, pero aun así considerablemente más pequeña que la estructura medieval original. Las paredes exteriores recubiertas sobrevivieron al Gran Incendio de Londres de 1666, pero la torre y la aguja de la iglesia fueron destruidas. 
La torre de la iglesia fue construida por Christopher Wren entre 1695 y 1701. El cantero que llevó a cabo los trabajos fue Ephraim Beauchamp. Wren diseñó la torre de estilo gótico para que se ajustara al resto de la iglesia, lo cual fue inusual en su obra. Se debate si la hija de Wren, Jane, influyó en el diseño. La apariencia se basa en la Catedral de San Gil en Edimburgo. Según la leyenda, Wren estaba tan convencido de la forma y estabilidad de la torre que la consideraba prácticamente indestructible. Cuando se le informó en 1703 que un tornado había destruido todas las agujas de las torres de la City, él respondió simplemente: "Seguramente no la de St. Dunstan." La torre y su aguja sobrevivieron tanto al tornado como al ataque aéreo alemán.
La iglesia fue remodelada nuevamente entre 1817 y 1821. En ese momento, se descubrió que el techo añadido después del incendio era demasiado pesado para las paredes medievales, lo que las estaba empujando lentamente hacia afuera. David Laing rediseñó gran parte del edificio, excepto la torre. Durante la Segunda Guerra Mundial, la iglesia fue bombardeada, pero la torre quedó intacta. Hoy en día alberga un centro de medicina alternativa. Las campanas de la iglesia fueron renovadas en 1953, pero ya no repican, ya que podrían haber puesto en peligro la estabilidad de la torre, que se sostiene sin apoyo a través del edificio. Durante la remodelación en 1970, las campanas fueron retiradas y ahora están en posesión de un viticultor californiano.
La parroquia ahora se combina con el Beneficio de All Hallows by the Tower, y ocasionalmente se celebran servicios al aire libre en la iglesia, como en el Domingo de Ramos antes de una procesión hacia All Hallows by the Tower a lo largo de St Dunstan's Hill y Great Tower Street. La ruina fue designada como edificio catalogado de Grado I el 4 de enero de 1950.
Después de permanecer en ruinas durante más de dos décadas, la Corporación de la City of London decidió en 1967 convertir el terreno en un parque. El parque abrió en 1970. En 1976, los paisajistas involucrados en la transformación recibieron un premio Landscape Heritage Award. La iglesia pertenece a la comunidad de All Hallows-by-the-Tower. Ocasionalmente, todavía se celebran servicios religiosos al aire libre allí, como en Domingo de Ramos. Después de ello, hay una procesión desde St. Dunstan hasta All Hallows.
|                                          |
| St Dunstan-in-the-East por dentro (2014) |

|                     |
| San Dunstan en 1891 |

|                            |
| A orillas del río Támesis. |

|                      |
| Entrada a las ruinas |

|                    |
| Entrada a la torre |

|                     |
| Torre de la iglesia |

|                                  |
| Edificio de la iglesia y jardín. |

|                     |
| Torre de la iglesia |

## El parque
El parque está en su mayoría cubierto de plantas trepadoras y enredaderas que crecen en los muros de la iglesia. En el entorno protegido de la ruina, crecen plantas que de otro modo tendrían dificultades en el clima inglés. En el centro de la nave central hay un pequeño pozo. Este pequeño parque está escondido en medio del laberinto de callejuelas medievales en esta parte de Londres. Debido a su ubicación sorprendente y al hecho de que está parcialmente enclavado en una ruina, el parque aparece regularmente en listas de lugares secretos y guías de viaje para Londres. Sin embargo, durante la semana, principalmente son los empleados de las oficinas circundantes quienes lo visitan, mientras que los fines de semana suele estar bastante desierto.